# Plato ferriferus
Espèce
Plato ferriferus est une espèce d'araignées aranéomorphes de la famille des Theridiosomatidae.

## Distribution
Cette espèce est endémique du Pará au Brésil,. Elle se rencontre dans des grottes à Parauapebas, Curionópolis, Altamira, São Geraldo do Araguaia et Canaã dos Carajás.

## Description

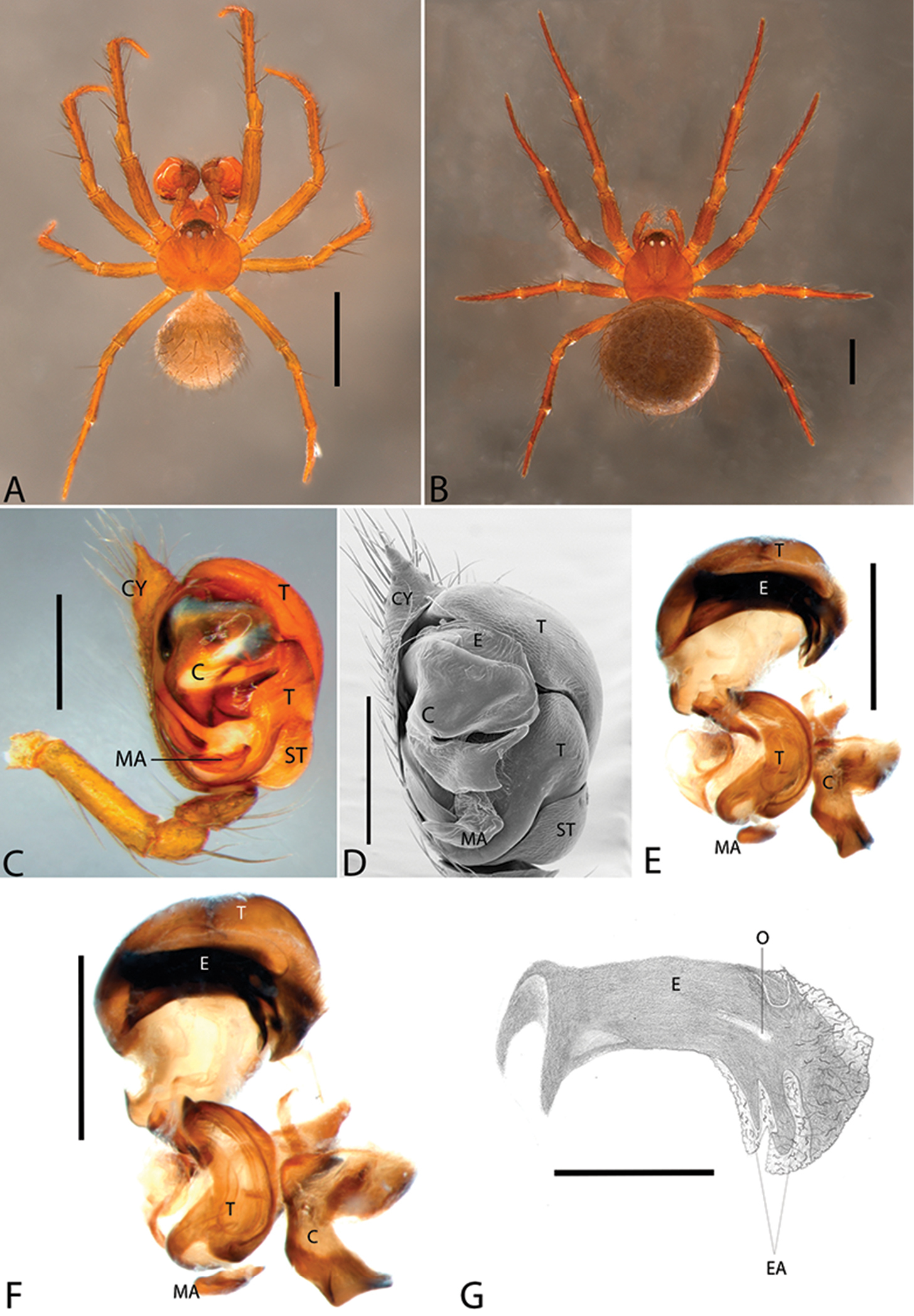
Plato ferriferus

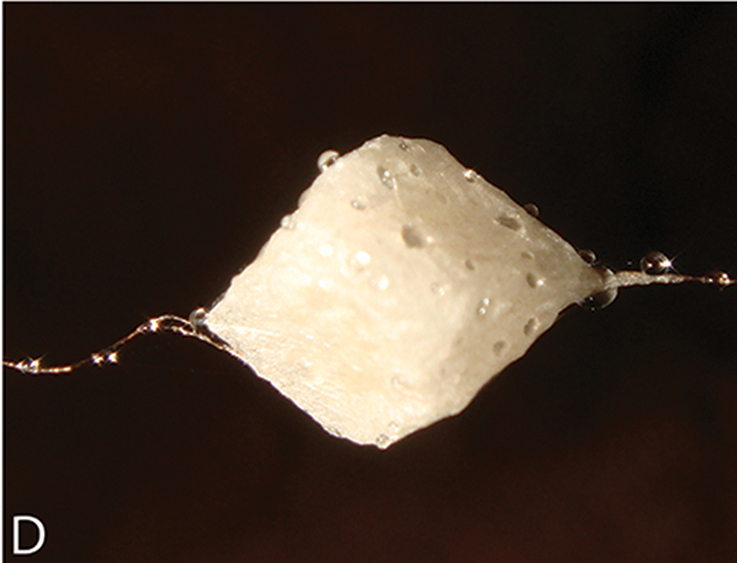
Sac œufs de Plato ferriferus

Le mâle holotype mesure 1,85 mm et la femelle paratype 2,4 mm, les mâles mesurent de 1,75 à 1,95 mm et les femelles de 2 à 2,8 mm.

## Systématique et taxinomie
Cette espèce a été décrite par Prete, Cizauskas et Brescovit en 2018.

## Publication originale
- Prete, Cizauskas & Brescovit, 2018 : « Three new species of the spider genus Plato and the new genus Cuacuba from caves of the states of Pará and Minas Gerais, Brazil (Araneae, Theridiosomatidae). » ZooKeys, no 753, p. 107-162 (texte intégral).